# Дворец Бештак
Дворец Бештак или Каср Баштак — исторический дворец и музей в Каире (Египет), построенный мамлюкским эмиром Сейфом ад-Дином Баштаком аль-Насири в XIV веке. Он расположен на улице Муизз, в районе, известном как Байн аль-Касрайн, название которого переводится как «между двумя дворцами» из-за больших дворцов Фатимидов, которые раньше стояли здесь:65).

## История
В 1262 году султан Бейбарс I передал часть фатимидских дворцов Каира в собственность государственной казны, разрешив отныне продажу и перепланировку имущества в этом центральном районе города:112–113. В 1334—1339 годах Баштак, могущественный эмир, который был женат на дочери мамлюкского султана Мухаммада I ан-Насира и занимавший престижную придворную должность султанского мастера одеяний, построил резиденцию и конюшни над частью восточного дворца, примыкающей к главной улице:196.
Дворец, пребывающий в руинах, был восстановлен в 1983 году Германским археологическим институтом и ныне представляют собой редкий сохранившийся образец архитектуры Каира XIV века:195–196.

## Описание
До нынешних времён сохранилась только часть дворца. Здание было первоначально пятиэтажным, и на всех этажах была проточная вода:196. Снаружи, на уровне улицы, здание имело проёмы для магазинов, доходы от которых, возможно, шли и эмиру, следуя модели ещё с римских времён:196. Самая впечатляющая сохранившаяся часть дворца — это большой каа или приёмный зал. Он имеет кессонный деревянный потолок, лепные окна из цветного стекла и фонтан из инкрустированного мрамора в центре, которые были декоративными элементами, типичными для того времени и обнаруженными также в других зданиях той же эпохи, таких как соседний мавзолей султана Калавуна. Северная и южная стороны зала также имеют окна машрабия (то есть решётчатую деревянную завесу) на верхних этажах, что позволяет женщинам или другим членам семьи в частном порядке наблюдать за событиями или празднествами, происходящими в зале ниже.

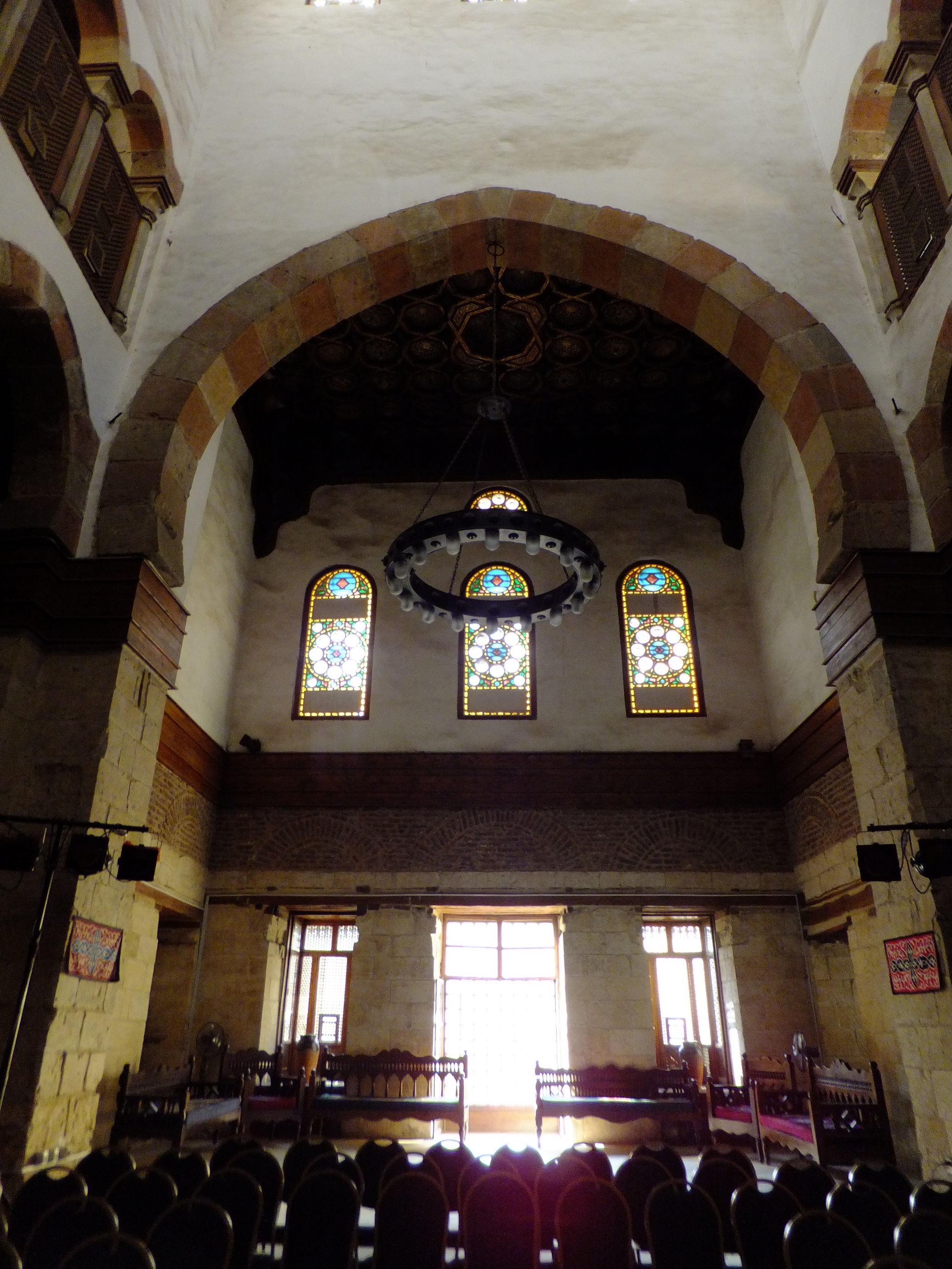
Вид каа (приёмного зала) дворца Бештак.
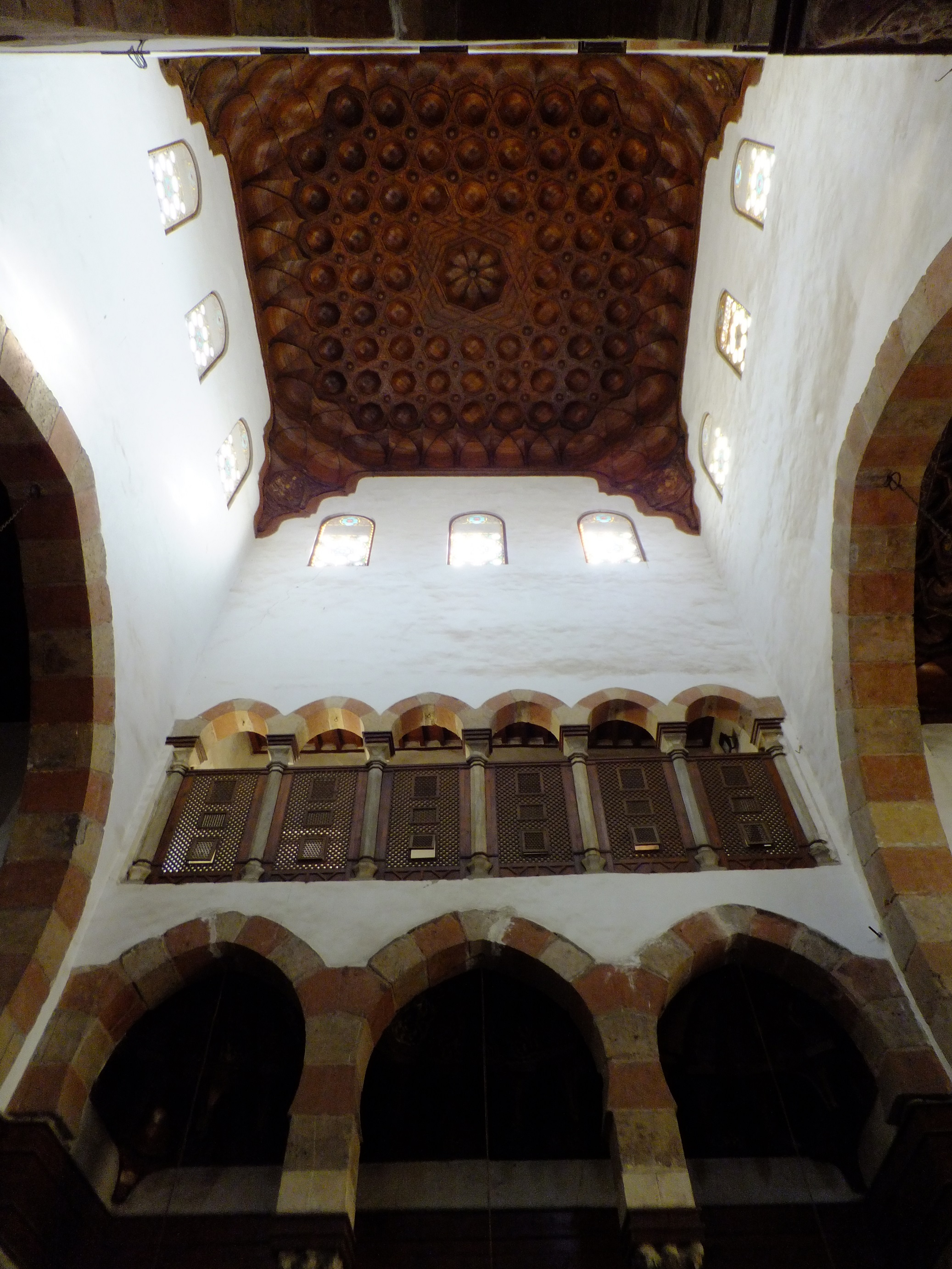
Вид на потолок приёмного зала дворца Бештак.
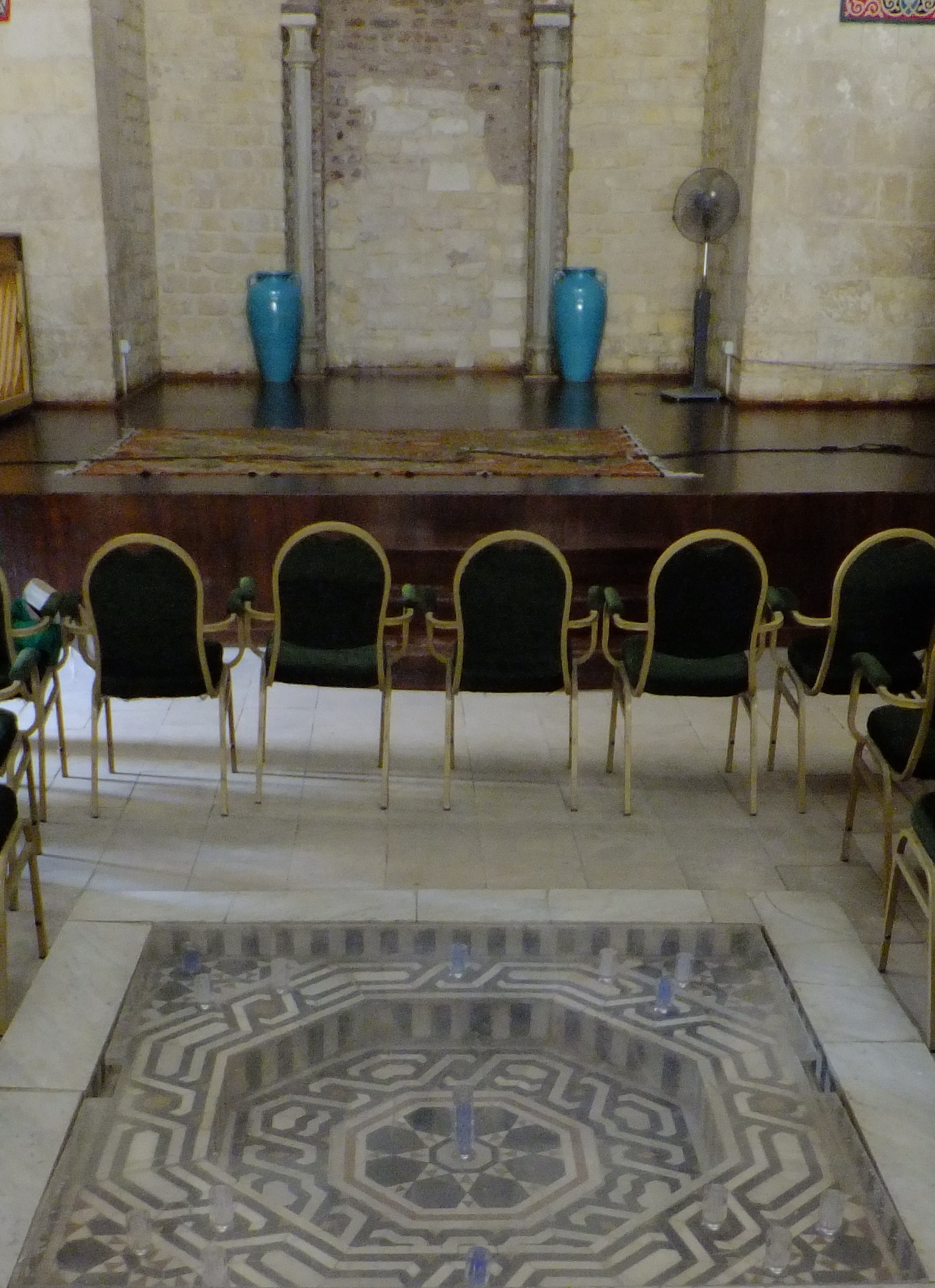
Мраморный фонтан в приёмном зале дворца Бештак.